# Traité de paix israélo-égyptien
Pour les articles homonymes, voir Traité de Washington.
 (février 2020).
Si vous disposez d'ouvrages ou d'articles de référence ou si vous connaissez des sites web de qualité traitant du thème abordé ici, merci de compléter l'article en donnant les références utiles à sa vérifiabilité et en les liant à la section « Notes et références ».
Le traité de paix israélo-égyptien est signé le 26 mars 1979 à Washington, à la suite des accords de Camp David de 1978. L'Égypte est le premier pays arabe à signer un traité de paix, et, à reconnaître Israël. La Jordanie en fera de même en 1994, avec le traité de paix israélo-jordanien.
Le traité de paix est signé 16 mois après la visite du président égyptien Anouar el-Sadate, en Israël en 1977, et après d'intenses négociations. Même après l'échéance des accords de Camp David, il n'y avait aucune certitude quant à la signature d'un traité, l'Égypte étant soumise à une forte pression des autres pays arabes.
Les éléments principaux du traité sont la reconnaissance réciproque des deux pays, la fin de l'état de guerre, qui existait depuis 1948, et, le retrait israélien des forces militaires, et, des implantations civiles (notamment Yamit et Taba) de la péninsule du Sinaï, occupée par Israël depuis 1967. Les négociations ont commencé sur la base de l'armistice de février 1949, signé à Rhodes.
Le traité assure également la libre circulation des navires dans le canal de Suez, et la reconnaissance du détroit de Tiran, et, du golfe d'Aqaba, comme voies de navigation internationales.